# Táboření

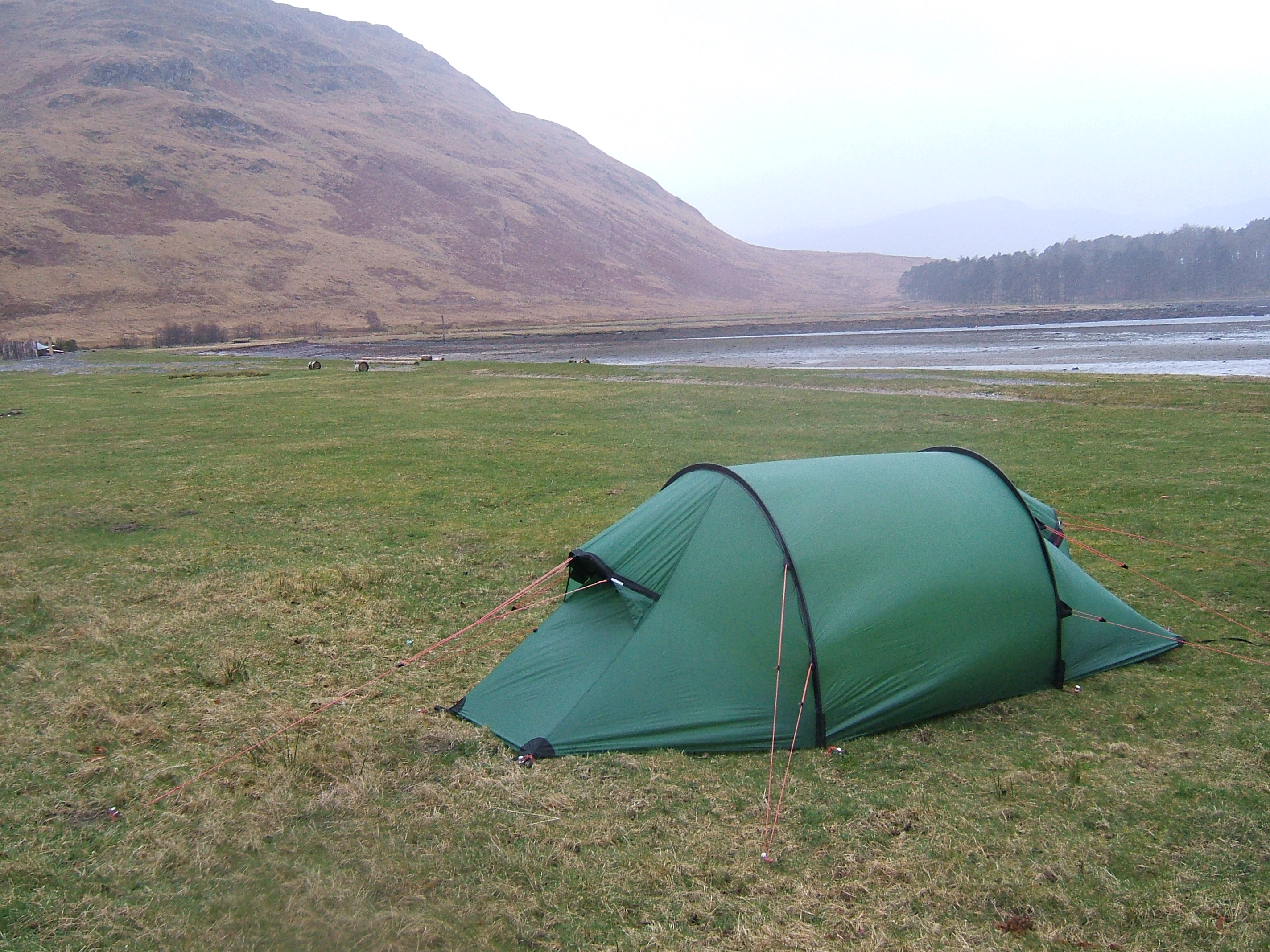
Tunelový stan umístěný u zátoky Inverie (Knoydart, Skotsko)

Táboření (také kempování, z anglického camping) je souhrn činností, které umožňují pobyt ve volné přírodě spojený s možností přenocování. V dnešní době je to nejčastěji jedna z forem rekreace. Táboření je obvykle spojeno s jinými aktivitami, které jim poskytují zábavu nebo vzdělávací zkušenost (např. turistika nebo rybaření). Strávit noc mimo domov odlišuje táboření od celodenních výletů, pikniků a dalších outdoorových aktivit.
K činnostem spojeným s tábořením patří především:
- postavení stanu nebo jiného dočasného přístřešku, jako je bivak nebo plachta,
- příprava stravy (rozdělání ohně),
- hygiena, z čehož nejproblematičtější je defekace[zdroj?],
- likvidace odpadků.

Táboření jako rekreační aktivita se stalo populární na počátku 20. století. Táborníci využívají k pobytu komerční kempy, ale často i pozemky ve veřejném vlastnictví, jako jsou národní a státní parky. V několika zemích, jako je Švédsko a Skotsko, je veřejné kempování legální i na soukromých pozemcích. Kempování je klíčovou součástí mnoha mládežnických organizací po celém světě (např. skauting), které jej využívají k výuce sebedůvěry a týmové spolupráce.

## Regulace táboření v Česku
V Česku je táboření v lesích mimo vyhrazená místa zakázáno lesním zákonem (č. 289/1995 Sb., § 20 odst. 1 písm. k). Zákon o ochraně přírody a krajiny obecně zakazuje táboření mimo vyhrazená místa v národních parcích (§ 16), v chráněných krajinných oblastech (§ 26) a v národních přírodních rezervacích (§ 29). V ostatních typech zvláště chráněných území stanoví bližší ochranné podmínky orgán ochrany přírody při vyhlášení takových území.
Obvykle se přespání „pod širákem“ za táboření nepovažuje. Za znaky táboření se považuje například rozdělávání ohně, aktivity spojené se stavěním přístřešku nebo vícedenní setrvání na jednom místě. Pokud je v některém chráněném území zakázáno i pouhé přespání, obvykle je to uvedeno jako zákaz nocování nebo formou časově omezené přístupnosti daného území, což je účelné například v některých chráněných ptačích oblastech. Ale například národní park České Švýcarsko byl vyhlášen vlastním zákonem, který obsahuje zákaz „nocovat“ ve volné přírodě mimo místa vyhrazená správou národního parku. Proto je kromě tábořišť možné vyhradit i pouhá nocoviště; série 6 nouzových nocovišť vybavených chemickými záchody byla zřízena například podél hlavní šumavské pěší trasy.
Na podzim 2007, když orgánem kompetentním k vydávání výjimek ze zákona na ochranu přírody a krajiny byla vláda, podal místopředseda Dětí Země Martin Hyťha demonstrativní žádost o výjimku, aby mohl legálně bivakovat v chráněných územích. Vláda žádost usnesením zamítla, Hyťha podal správní žalobu a v létě 2010 soud usnesení vlády zrušil pro nepřezkoumatelnost, protože nebylo nijak odůvodněné. Na podzim 2010, po novele zákona o ochraně přírody a krajiny, ministerstvo postoupilo žádost správám chráněných krajinných oblastí a národních parků a vydalo usnesení, podle kterého spaní pod širákem není tábořením ve smyslu zákona, pro které by bylo potřeba požádat o výjimku.